# ۹ درجه در غرب ماه
۹ درجه در غرب ماه (به انگلیسی: 9 Degrees West of the Moon) ششمین آلبوم استودیویی گروه پراگرسیو پاور متال ایتالیایی ویژن دیواین است که توسط فرانتیرز رکوردز در ۲۳ ژانویهٔ ۲۰۰۹ منتشر شد. این آلبوم همچنین سومین آلبوم گروه به خوانندگی فابیو لیونه است که پس از یک جدایی تقریباً ۵ ساله و به دنبال خروج میکله لوپی از گروه در سال ۲۰۰۸، بار دیگر به عنوان خوانندهٔ اصلی به ویژن دیواین بازگشته است.

## فهرست آهنگ‌ها
آلبوم ۹ درجه در غرب ماه شامل ۱۱ قطعه است که ترک‌های ۱ تا ۹ آن قطعات اصلی آلبوم، ترک شمارهٔ ۱۰ بازاجرای ترانه‌ای از گروه جوداس پریست و ترک ۱۱ اجرایی دمو از ترک شمارهٔ ۳ آلبوم است. اولاف تورسن ترانه‌های این آلبوم را سروده است و کار آهنگسازی آن را تورسن (ترک‌های ۱-۹)، لیونه (ترک‌های ۱-۹)، لوکاتی (ترک‌های ۲ و ۹) و پولری (ترک ۴) انجام داده‌اند.
| شماره      | نام                                                        | مدت   |
| ---------- | ---------------------------------------------------------- | ----- |
| ۱.         | «Letter To My Child Never Born»                            | ۸:۵۶  |
| ۲.         | «Violet Loneliness»                                        | ۴:۴۲  |
| ۳.         | «Fading Shadow»                                            | ۵:۲۰  |
| ۴.         | «Angels In Disguise»                                       | ۵:۱۶  |
| ۵.         | «The Killing Speed Of Time»                                | ۴:۵۰  |
| ۶.         | «The Streets Of Laudomia»                                  | ۵:۵۰  |
| ۷.         | «Fly»                                                      | ۴:۵۳  |
| ۸.         | «Out In Open Space»                                        | ۵:۰۸  |
| ۹.         | «9 Degrees West Of The Moon» (همراه با صدای آن کاترین ودل) | ۳:۵۶  |
| ۱۰.        | «A Touch of Evil» (بازاجرای ترانهٔ جوداس پریست)             | ۵:۴۸  |
| ۱۱.        | «Fading Shadow (نسخهٔ دمو) (ترک اضافه)»                     | ۵:۱۷  |
| مجموع مدت: | مجموع مدت:                                                 | ۵۹:۵۶ |

## اعضا
اصلی
- فابیو لیونه - خواننده
- اولاف تورسن - گیتار
- فدریکو پولری - گیتار
- کریستیانو برتوکی - گیتار بیس
- السیو لوکاتی - پیانو، کیبورد
- آلساندرو بیسا - درامز

مهمان
- بارابارا گارزونی - ویلن، ویولا
- فاستو سولچی - ویلن سل
- آنتونلا ماسیا - کُر